# Valle Júnior
Paulo do Valle Júnior (Pirassununga, 22 de junho de 1886 - São Paulo, 19 de maio de 1958) foi um pintor e desenhista brasileiro.
Proveniente do interior de São Paulo, Valle Júnior foi um dos pintores paisagistas mais reconhecidos do Brasil no início do século XX, tendo como principal influência o fluminense Oscar Pereira da Silva  (1867-1939). Além de ser discípulo dos pintores franceses Marcel André Baschet (1862-1941), Jean-Paul Laurens (1838-1921) e Henri Paul Royer (1869-1938).

## Biografia

### Início de carreira (França e as primeiras exposições no Brasil)
Valle Júniornasceu na cidade da região centro-leste do Estado de São Paulo, crescendo junto de seu pais Paulo Pereira do Valle e Vicentina Pereira do Valle.  Ainda muito jovem foi trabalhar em um banco, à pedido de seu pai, que era contra a ideia do filho entrar no mundo artístico. Mas ficou pouco tempo nesse emprego, pois uma semana mais tarde se inscreveu na instituição Liceu de Artes e Ofícios de São Paulo (LAOSP), onde entrou definitivamente no ramo das artes.
Seu primeiro instrutor foi o já citado Oscar Pereira da Silva, que se destacou ao longo da carreira principalmente pelos seus retratos de personalidades brasileiras importantes na passagem do século XIX para o XX.
Devido ao  seu empenho e principalmente pela sua prematuridade - ainda tinha em torno de 13 ou 14 anos -, o senador estadual Lacerda Franco o indicou para o então governador do Estado de São Paulo Dr. Jorge Tibiriçá para ganhar uma bolsa na Academia Julian, em Paris, na França. No entanto, ele só mudou definitivamente para o Velho Continente três anos mais tarde, em 1906, pois ainda era considerado muito jovem. Foi exatamente nessa época em que se levantou algumas suspeitas de que sua verdadeira idade teria sido aumentada em três anos, ficando a data de nascimento para 22 de junho de 1886 ao invés de 24 de julho de 1889, mas essa teoria nunca foi confirmada pelos historiadores.
Seu sucesso na academia francesa foi quase em instantâneo, pois em 1908, foi agraciado com o primeiro lugar em um prêmio interno da instituição ao fazer a tela de um homem nu. Seu bom desempenho foi até confirmado por um jornal da época, publicado em 1909, que dizia: "P.Valle est en progrés constant; il y a un moelleux très agréable dans la toile, et malgré la force de tant vieux il peut aspirar aux premières places" (Tradução: P.Valle está em constante progresso; há uma suavidade muito agradável no tecido e, apesar da força de tão antiga, pode aspirar aos primeiros lugares ").
Ficou na capital francesa até 1912, quando sua bolsa de estudos se expirou. Retornou ao Brasil apenas para prorrogar o prazo do benefício, e conseguiu, podendo ficar por mais dois anos estudando na França. Em sua segunda passagem pela Europa, ele se casou com Noêmia Roberts, com quem viveu durante a vida toda, mas sem ter nenhum filho. Foi nesse período que ele conviveu também com os artistas brasileiros Dakir Parreiras, Edgard Parreiras, José Wasth Rodrigues, Campos Ayres e José Marques Campão, sendo que todos também eram bolsistas.
Só retornou definitivamente ao Brasil quando eclodiu a Primeira Guerra Mundial, em 1914. Retornando ao seu país, ele enfrentou logo na chegada uma baixa qualidade dos artistas nacionais, o que fez com que ele participasse de poucas exposições oficiais nos anos seguintes. Entre os anos de 1915 e 1920, seu grande trabalho foi a obra Pau-d'Alho, que até foi elogiada pelo escritor Monteiro Lobato. Mas a primeira grande exposição em âmbito nacional aconteceu em 1920, no Clube Comercial, que recebeu 81 telas do artista pirassununguense. A maioria delas eram a especialidade do pintor: paisagens. Retratos de estradas, cidades, telhados, igrejas, praias, mato, e até as velas e barcos de Angra dos Reis. Esse evento teve uma boa recepção por parte dos críticos. Nesse mesmo ano expôs suas obras ao lado do escultor Francisco Leopoldo e Silva, sendo patrocinado pelo jornal Estatuto.
Fez algumas outras exposições individuais nos anos seguintes, mas decidiu mostrar suas obras em locais coletivos. Os principais exemplo foram com a exposições da Escola Nacional de Belas Artes (ENBA), as do grupo Almeida Jr, e as nacionais da galeria Jorge e da galeria do Senhor Belido (que só teve uma edição). Além, é claro, dos eventos no Salão Paulista de Belas Artes, onde foi organizador e juri por inúmeras vezes (1937 a 1954).

### Retorno à França
Ficou por muito tempo ativo no meio artístico, mas foi se desmotivando ao longo dos anos, principalmente pela falta de incentivo e concorrência no Brasil, diferentemente do que havia visto no período em que morou na França. Sua prima, Irene Keller, contou diversas vezes que Valle Júnior ameaçava uma aposentadoria prematura, pensando até em se mudar para o Mato Grosso. Mas ao vê-lo deprimido, Irene convenceu seu marido Frederico Keller, em 1948, a pagar as despesas e a estadia de uma viagem para Paris. A principio duraria apenas por dois anos, e Paulo prometeu que todo o retorno que conseguisse seria entregue de volta aos Keller.
O que ninguém sabia é que novamente ele contaria com apoio do governo, que inventou alguns cargos para que ele ficasse por mais tempo na França. Paulo voltou para a Academia Julian, onde dedicava boa parte do seu dia. Também morava em um quartinho de hotel junto de sua esposa. Ficou por quatro anos na Europa, e ao voltar para o Brasil, cumpriu a promessa e deu todo o seu acervo de quadro para sua prima e o marido - esses por outro lado só aceitaram os quadros grandes, deixando os menores para a coleção pessoal do artista.
Ainda foi convidado para assumir a Pinacoteca do estado de, mas recusou porque não daria tempo para se dedicar as suas telas. Ele acabou envelhecendo por São Paulo, e mesmo com certa idade, alguns livros relatam que o artista continuou com um cabelo escuro, porte ereto, físico magro e principalmente um ar jovial. Além disso, há relatos de que ele não teve nenhum vício durante a vida.
Em 1956, Paulo apresentou uma retrospectiva de suas obras na galeria Prestes Maia, em São Paulo, expondo 209 óleos e 70 desenhos, a maioria sendo emprestada pelos colecionadores.
Durante a vida, Valle não aceitou nenhum discípulo ou aluno, mesmo assim foi extremamente importante nas obras de Nicola Petti (1904-1984) e José Marques Campão (1882-1949), sendo que esse último havia estudado com ele na França, em meados de 1910.
Ele veio a falecer dois anos mais tarde, em maio de 1958, com 71 anos de idade, devido a um enfarte. Um ano depois, sua memória foi celebrada ao receber a honraria da SBPA, como homenagem póstuma.

## Obra e Movimento Artístico

### Pintura Paisagista
Por muito tempo a paisagem era considerada uma forma artística secundária, perdendo para muitos outros estilos pictóricos. O cenário foi se alterando ao longo do tempo, principalmente na passagem do séc. XVII,  quando a pintura paisagística começou a se multiplicar na Europa.
A paisagem como natureza morta era considerada uma forma de arte burguesa. Segundo o historiador britânico Kenneth Clark (1903-1983), havia uma explicação filosófica para essa preferência dos burgueses. Para ele, essa era uma nova época em que os homens estavam livres de se perguntarem sobre o funcionamento da natureza; era uma nova época em que se desenvolveu a idade da botânica, e das descobertas dos novos mundos através das lentes, que se desenvolvia a teoria da luz. Sendo assim, essa vertente torna-se um reflexo da calma, principalmente com o relativo período de paz que se tinha no mundo.
Outras escolas e estudiosos criaram suas próprias teorias acerca do paisagismo da época. Um dos grandes exemplos foi a Escola de Barbizon, que propôs a ideia da paysage intime, apresentando a natureza sem idealizações nem sentimentalismos. Participaram deste grupo os pintores Jean-François Millet, Theodore Rousseuau, Honoré Daumier e Gustave Courbet.
Os pintores impressionistas também foram fundamentais nessa vertente, pois foram eles que trouxeram algumas técnicas que ajudavam na confecção das telas. Foram eles os primeiros a pintar ao ar livre, tendo como pioneiros os franceses Camile Pissarro e Claude Monet. Além disso, foi no movimento impressionista que passaram a perceber cores nas sombras, fazendo com que todo objeto representado tenha suas cores refletidas ao seu redor. Outro conceito trazido por eles, foi a utilização de cores mais claras, sempre evitando usar o preto.

### Paisagismo no Brasil
A paisagem na arte brasileira só aparecerá na metade do séc. XIX, na segunda geração de pintores que seguiram à Missão Artística Francesa. A Acadêmia Imperial de Belas Artes criou uma categoria para a Paisagem, sendo Victor Meireles o primeiro a se sentar na cadeira dedicada para essa vertente. E pouco depois ainda seria ocupada por Zeferino da Costa. No entanto, ambos os artistas não tinham tanta afinidade com as técnicas. O lugar só foi ocupada por um especialista quando o pintor alemão George Grimm chegou ao Brasil. Ele foi convidado pela instituição após algumas exposições em Minas Gerais e no Rio de Janeiro. Ele também foi o primeiro a trazer a pintura ao ar livre para o país.
Foi exatamente a inclusão desta técnica da academia que fez com que ele permanecesse pouco tempo à frente da cadeira. Como saía todas as tardes com seus alunos, ele passou a ser criticado internamente, e decidiu abandonar o cargo. Alguns alunos também saíram com ele após a tomada de decisão.
Nesse período muitos artistas estrangeiros vieram ao Brasil para buscar inspirações em suas telas. Por exemplo: Thomas Ender, Frans Post, Jean-Baptiste Debret, Armaud Julien Pallière e Nicolau Facchinetti .O grande intercâmbio de paisagistas fez com que o tema virasse de interesse entre os nativos, aumentando a popularidade entre os iniciantes da arte. O paisagismo passou a ser olhado com mais atenção principalmente no estado de São Paulo, sendo que um de seus primeiros expoentes foi Miguel Arcanjo Benício de Assunção Dutra, o Miguelzinho Dutra. Na geração seguinte, o nome mais promissor era exatamente o Paulo do Valle Júnior, uma aposta tanto da crítica artística, quanto do poder público.

### Obra

#### Análise
Valle Júnior era considerado um ótimo retratista, usando pinceladas longas e nervosas, nunca se atendo ao detalhe, mas buscando encontrar a personalidade do que estava sendo retratado. O que era mais frequente em suas composições era o nu, quase sempre do sexo feminino. Os quadros eram elaborados com liberdade e espontaneidade, em poses simplificadas, porém, muito bem construídas. O desenho é rigoroso e o colorido da carne humana era sempre agradável ao público.
Ele foi um dos melhores pintores na questão de captar a perspectiva aérea, sendo um dos poucos que não sofreu com declínios ao longo do tempo. Nos primeiros momentos de sua trajetória, alguns de seus quadros tinham a preocupação de reproduzir o real, sem a mesma naturalidade e espontaneidade dos posteriores, podendo ser uma clara influência do período em que foi discípulo de Oscar Pereira da Silva.
No período em que passou na França, a maioria do seu acervo retratava a visão de sua janela do ateliê, mostrando, na maior parte das vezes, cenas do inverno francês, nos quais o colorido é escuro e o céu é cinza - a única tonalidade branca eram encontradas nas neves do telhado. Outros tantos tipos foi pintado no Velho Continente, principalmente quando haviam dias com mais cor, por exemplo, no outono. Os cenários também eram diferentes, hora em Paris, hora em Chezeux, a terra de sua esposa Noêmia Roberts.
Outro grande apreço do pintor era pelas águas, sendo que rios, mares e portos calmos eram os objetos preferidos por causa dos reflexos que eles produziam. Também gostava bastante de praias, captando estaleiros e barcos, ou qualquer outro tipo de objeto que possa ser casado com as águas, e posteriormente representado em sua tela.
Outro grande feito que conseguiu na França foi dosar as luzes, assim como os impressionistas usavam. Em um de seus quadros, em que ele pinta um trigal, as sombras dos trigos e das árvores projetam de uma forma memorável. Esses mesmos efeitos de luz foram usado em muitos de seus quadros no Brasil. Não se pode afirmar que ele foi um impressionista, mas usou de todas as cartilhas feitas pela escola, principalmente quando falamos das cores dos quadros.
Hoje algumas de suas telas  a óleo encontram-se com a tinta com a impressão de ter algumas rachaduras, outras formaram escamas que se descolaram da tela, prejudicando um maior repertório sobre o artista brasileiro. Seus quadros nunca recebiam verniz, e ele recomendava ao colecionador que não o colocasse, pois se perderiam alguns efeitos. Além disso, ele também não costumava datar as suas obras, e ao longo da carreira teve dois tipos de assinatura, o que também dificulta no acesso as obras nos dias atuais.
Como Paulo puxou uma nova geração de paisagistas, ele nunca se prendeu nas obras históricas ou aos costumes brasileiros da época, e por isso foi intensamente criticado algumas vezes - apenas uma vez decidiu fazer um quadro sobre a Revolução Constitucionalista de 1932.

## Cronologia de exposições
Exposições de Valle Júnior incluíram apresentações individuais e coletivas, principalmente:
- 1905: Exposição individual em São Paulo para pleitear a bolsa de estudos na França
- 1915: Expõe 14 obras na Casa Aurora, na rua São Bento
- 1917: Exposição Nacional de Belas-artes: Medalha de Prata com a obra Pau-d'Alho
- 1918: Exposição Nacional de Belas-artes: paisagem
- 1920: Faz a primeira grande exposição de sua vida, colocando 81 imagens no Clube Comercial
- 1921: Na vitrine Casa Excelsior expõe o retrato do Dr. Arnaldo Viera de Carvalho
- 1922: Exposição geral de Belas-artes: Cambiantes, Esplendor da Marinha, Rancho da Ponte/ Exposição na Casa Byington
- 1923: Exposição na Casa Byington
- 1926: Expõe na Grande Exposição Anual da Galeria Jorge
- 1927: Expõe na Grande Exposição Anual da Galeria Jorge
- 1928: Exposição de Belas-artes/ Expões com o Grupo Almeida Jr. no Palácio das Arcadas
- 1936: Expõe com o Grupo Almeida Jr.
- 1937: Expõe com o Grupo Almeida Jr.
- 1939: Expõe os quadros Fazenda do engenho d'água (Vila Bela), Margaridas, Palmo de Santa Rita
- 1941: Expõe os quadros Marinha (Niterói), Vida Praiana e Recanto do Guarujá
- 1954: Expõe a mostra Um Século de Pintura Brasileira, do SNBA
- 1956: Faz a grande exposição retrospectiva na galeria Prestes Maia, divulgando mais de 209 telas a óleo e 70 desenhos que foram produzidos ao longo da carreira.